# 삼화상운
삼화상운은 서울특별시 노원구의 시내버스 회사이며, 주 사무소는 서울특별시 노원구 상계동에 있으며, 상계동과 월계동에 차고지를 두고 있다. 계열사로는 관악교통, 한성여객, 흥안운수, 서울교통네트웍, 흥안마을버스 등이 있다.

## 삼화상운 연혁

### 2004년 서울시내버스 체계개편이전
- 1966년 3월 19일: 회사 설립
- 1979년: 본사 및 면허등록지를 서울특별시 성북구 장위동 158에서 서울특별시 노원구 월계동 850으로 이전하였다.
- 1987년: 흥안운수에 인수되어 자회사로 편입되면서 계열사가 되었다. 동시에 본사 및 면허등록지도 현 위치로 이전하였다.
- 1997년: 삼화교통(현 삼화고속) 161번을 인수하여 운행하기 시작하였다.
- 2000년: 월계동을 차고로 두고 있던 상신교통을 인수하였다. 동시에 월계동영업소를 개설하였다.

### 2004년 서울시내버스 체계개편이후
- 2004년 7월 1일: 2004년 서울시내버스 체계개편으로 지선버스 11개/간선버스 2개 노선으로 운행개시했으며, 계열사인 서울교통네트웍에 지분을 출자하였다. 또한 용산마을 2번을 태영운수 단독으로 변경하여 마을버스 사업에서 철수하였다.
- 2005년: 본 회사가 지선버스 3423번(현 지선버스 3012번과 무관) 을 폐선하였다.
- 2013년 9월 13일: 심야버스 N61번 신설하여 계열사인 관악교통과 공동배차로 운행하기 시작하였다.
- 2017년 3월 25일: 노선번호가 163번에서 173번으로 변경.

## 운행 노선
2024년 3월 11일 기준이다.
| 노선 번호    | 운행구간        | 운행구간 | 운행구간        | 배차 간격 (분) | 인가 대수 (대) | 비고                                                                     |
| ------------ | --------------- | -------- | --------------- | -------------- | -------------- | ------------------------------------------------------------------------ |
| 102번        | 상계동7단지     | ↔        | 동대문          | 7~10           | 2              | 구 7번. 흥안운수와 공동배차로 운행한다.                                  |
| 103번        | 월계동          | ↔        | 서울역          | 5~10           | 24             | 구 32번. 구 1016번 단축                                                  |
| 146번        | 상계동7단지     | ↔        | 강남역          | 1~12           | 11             | 구 960번 좌석버스. 흥안운수와 공동배차로 운행한다.                       |
| 173번        | 월계동          | ↔        | 신촌기차역      | 7~11           | 25             | 구 163번 단축.                                                           |
| 1129번       | 상계8동         | ↔        | 창동역          | 10~35          | 3              | 구 410번 변경. 개편전에는 한성여객이 운행하였다.                         |
| 1130번       | 월계청백.A      | ↔        | 석계역          | 7~20           | 5              | 구 409-1번. 운행순서: 염광고등학교 → 청백아파트 → 석계역 → 염광고등학교  |
| 1133번       | 염광고등학교    | ↔        | 염광고등학교    | 8~18           | 9              | 구 409번. 운행순서: 염광고등학교 → 수유역 → 석계역 → 염광고등학교        |
| 1137번       | 상계동          | ↔        | 미아사거리      | 7~12           | 18             | 구 35번 단축                                                             |
| 1140번       | 광운대학교      | ↔        | 중계동          | 18~20          | 3              | 한성여객과 공동배차로 운행한다.                                          |
| 1143번       | 중계본동        | ↔        | 수락산역        | 10~20          | 2              | 구 484번 연장. 서울교통네트웍, 한성여객, 흥안운수와 공동배차로 운행한다. |
| 1224번       | 상계4동         | ↔        | 청량리          | 5~13           | 8              | 구 10-1번 단축. 이 노선은 흥안운수와 공동배차로 운행한다.                |
| N61번        | 양천공영차고지  | ↔        | 상계동7단지     | 20~30분, 13회  | 8              | 관악교통, 영인운수와 공동배차로 운행한다.                                |
| 서울09출근번 | 의정부시 민락교 | →        | 노원역          | 1일4회         | 1              | 한성여객, 흥안운수와 공동배차로 운행한다.                                |
| 서울09퇴근번 | 노원역          | →        | 의정부시 민락교 | 1일 2회        | 1              | 2024년 6월 10일 신설 흥안운수와 공동배차로 운행한다.                     |

## 과거 노선 (변경, 폐선, 통폐합 등)
- ● 1016번: 월계동 - 용산역 (구 32번): 간선버스 103번 노선으로 2005년 중반 단축 및 형간전환. (지선버스)
- ● 1138번: 남양주 별내신도시 - 수유역 <구.7번 단축> (이 노선은 흥안운수, 한성여객과 공동 배차했다.)
- ● 1220번: 월계동 - 고려대학교앞 (구 30번 단축): 2004년 하반기 폐선. (지선버스)
- ● 3423번: 송파공영차고지 - 고속터미널: 2005년 중반 폐선.(남성교통, 동성교통에서 운영하다 3012번으로 연장된 3423번과 무관. 지선버스)[2]
- ●8146번: 상계동 주공 7단지 - 강남역: 2009년 7월 11일 폐선. (흥안운수, 한성여객과 공동배차. 맞춤버스)
- ● 163번: 월계동 - 목동 (구 328-1번 일부 구간 승계): 2017년 3월 25일 173번으로 변경(현재 동아운수에서 운행하는 163번과는 무관)

## 보유 차량

#### KGM커머셜
- 에디슨모터스 E-화이버드
- KGM 스마트 110

#### 현대자동차
- 현대 그린시티
- 현대 뉴 슈퍼 에어로시티
- 현대 저상 뉴 슈퍼 에어로시티
- 현대 블루시티
- 현대 일렉시티

#### 하이거 버스
- 하이거 하이퍼스 EV

#### 비야디 자동차
- BYD eBus-11
- BYD eBus-12

## 사진

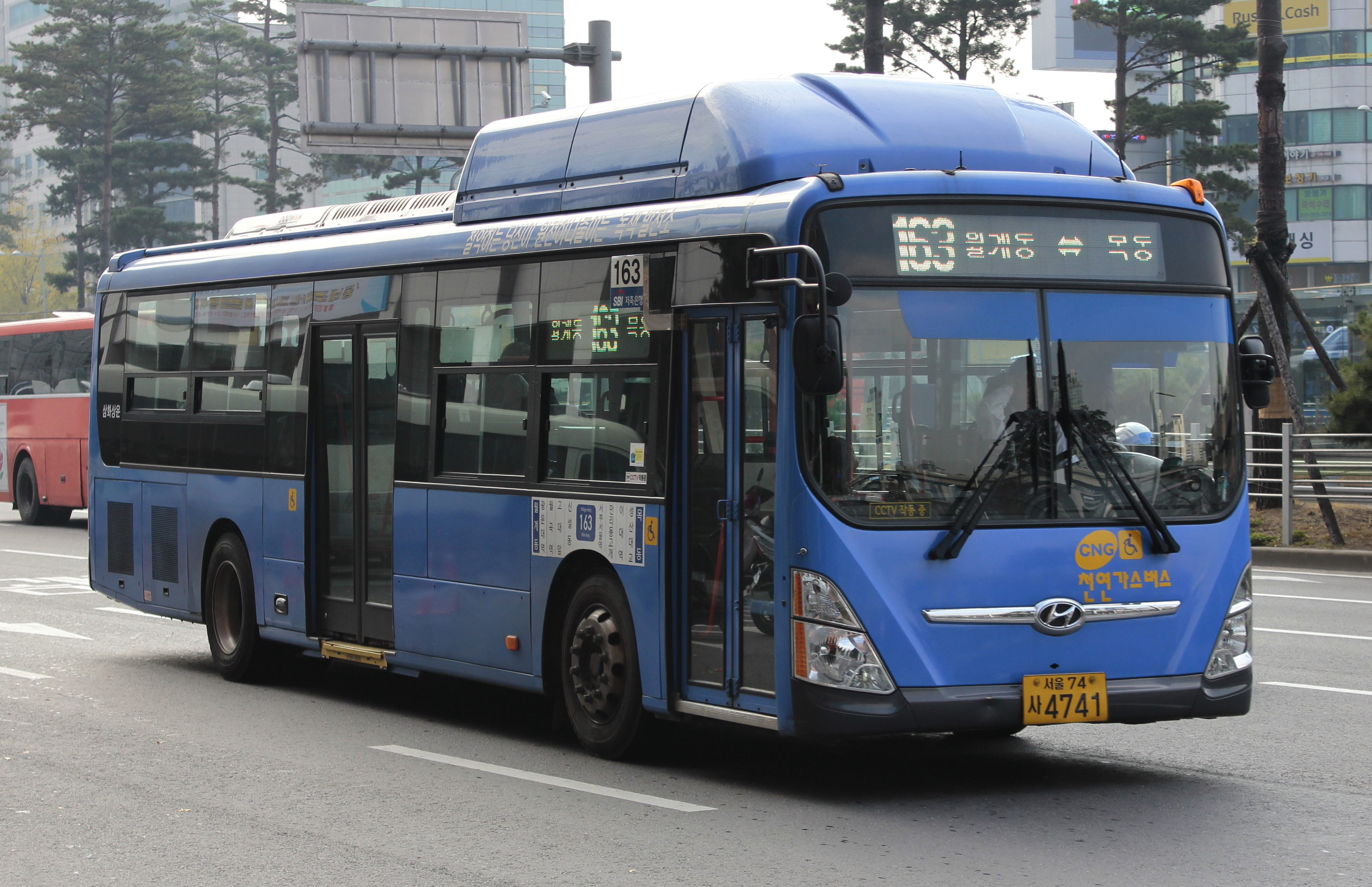
서울시내버스 구 163번 (현 173번)
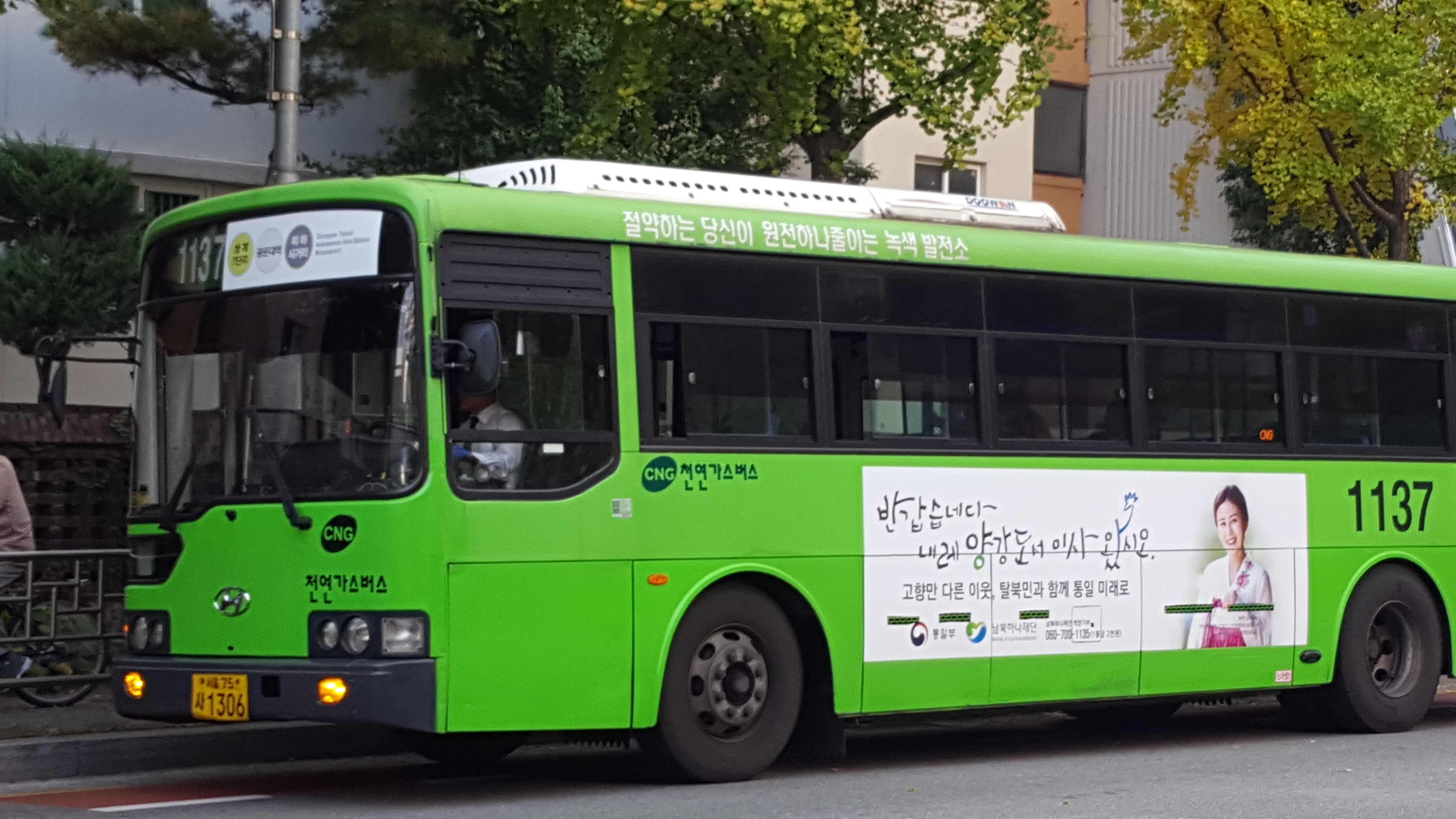
서울시내버스 1137번

## 같이 보기
- 동아운수
- 서울교통네트웍
- 흥안운수
- 한성여객
- 관악교통
- 남성버스
- 동성교통
- 흥안마을버스